# Iwao Takamoto
Iwao Takamoto (Los Angeles, 29 de abril de 1925 — Los Angeles, 8 de janeiro de 2007) foi um cartunista, produtor e realizador de televisão norte-americano de ascendência japonesa. Teve a sua fama reconhecida, essencialmente, pelo trabalhado desenvolvido nos estúdios Hanna-Barbera e pela criação de Scooby-Doo.

## Biografia
O pai de Takamoto emigrou de Hiroshima para os Estados Unidos, por problemas de saúde, tendo regressado uma única vez ao Japão para se casar.
Depois do bombardeamento de Pearl Harbor, a família Takamoto, como muitos outros norte-americanos de ascendência japonesa, foram forçados a viver num campo de concentração. Iwao Takamoto passou o resto da Segunda Guerra Mundial no campo de refugiados Manzanar. Foi aí que recebeu os ensinamentos básicos sobre ilustração, de um par de amigos, também internados.
Iwao Takamoto entrou no mundo da animação depois do final da Segunda Guerra Mundial. Foi contratado para os estúdios Walt Disney como assistente de animação, em 1947. Trabalhou como animador em filmes como Cinderela, 101 Dálmatas, A Bela Adormecida e A Dama e o Vagabundo.
Em 1961 deixou os estúdios Walt Disney e juntou-se à produtora Hanna-Barbera, onde ocupou vários postos. Aí foi responsável pela criação de várias personagens, como Scooby-Doo; Astro, o cão dos Jetsons; Penelope Pitstop; Mutley de Corrida Maluca e personagens de Os Flintstones. Trabalhou como produtor, supervisionando programas como A Família Adams, Hong Kong Phooey e Jabberjaw. Realizou vários filmes de animação, incluindo Charlotte's Web (1973) e Jetsons: o filme (1990).
Iwao Takamoto foi vice-presidente de criação na Hanna-Barbera, e foi responsável por muitas campanhas de marketing.
Em 2005 recebeu o Golden Award do Animation Guild, em honra dos mais de 50 anos dedicados ao campo da animação.
Morreu aos 81 anos Cedars-Sinai Medical Center em Los Angeles, vitimado por uma parada cardíaca.